# Route 49 (Alberta)
 (février 2025).
La mise en forme du texte ne suit pas les recommandations de Wikipédia : il faut le « wikifier ».
Les points d'amélioration suivants sont les cas les plus fréquents. Le détail des points à revoir est peut-être précisé sur la page de discussion.
- Les titres sont pré-formatés par le logiciel. Ils ne sont ni en capitales, ni en gras.
- Le texte ne doit pas être écrit en capitales (les noms de famille non plus), ni en gras, ni en italique, ni en « petit »…
- Le gras n'est utilisé que pour surligner le titre de l'article dans l'introduction, une seule fois.
- L'italique est rarement utilisé : mots en langue étrangère, titres d'œuvres, noms de bateaux, etc.
- Les citations ne sont pas en italique mais en corps de texte normal. Elles sont entourées par des guillemets français : « et ».
- Les listes à puces sont à éviter, des paragraphes rédigés étant largement préférés. Les tableaux sont à réserver à la présentation de données structurées (résultats, etc.).
- Les appels de note de bas de page (petits chiffres en exposant, introduits par l'outil «  Source ») sont à placer entre la fin de phrase et le point final[comme ça].
- Les liens internes (vers d'autres articles de Wikipédia) sont à choisir avec parcimonie. Créez des liens vers des articles approfondissant le sujet. Les termes génériques sans rapport avec le sujet sont à éviter, ainsi que les répétitions de liens vers un même terme.
- Les liens externes sont à placer uniquement dans une section « Liens externes », à la fin de l'article. Ces liens sont à choisir avec parcimonie suivant les règles définies. Si un lien sert de source à l'article, son insertion dans le texte est à faire par les notes de bas de page.
- La présentation des références doit suivre les conventions bibliographiques. Il est recommandé d'utiliser les modèles {{Ouvrage}}, {{Chapitre}}, {{Article}}, {{Lien web}} et/ou {{Bibliographie}}. Le mode d'édition visuel peut mettre en forme automatiquement les références.
- Insérer une infobox (cadre d'informations à droite) n'est pas obligatoire pour parachever la mise en page.

Pour une aide détaillée, merci de consulter Aide:Wikification.
Si vous pensez que ces points ont été résolus, vous pouvez retirer ce bandeau et améliorer la mise en forme d'un autre article.
La Route 49 est une route du nord-ouest de l'Alberta. Elle se dirige d'abord d'ouest en est depuis la frontière de la Colombie-Britannique jusqu'à Donnelly, où elle se dirige du nord au sud jusqu'à Valleyview. La route 49 parcourt un total de 266 km (165 mi).

## Description du tracé
La route 49 débute à la frontière entre l'Alberta et la Colombie-Britannique (où elle devient la route 49 jusqu'à Dawson Creek), à 8 km (5,0 mi) à l'ouest de Bay Tree et fait partie de la Northern Woods and Water Route. La route traverse Bay Tree, Gordondale et Spirit River avant de croiser la route 2 à Rycroft. Elle continue ensuite vers l'est en passant par Wanham, Eaglesham, Tangent et Watino avant de traverser la rivière Smoky. La route passe ensuite par Girouxville et Falher avant de croiser à nouveau la route 2 à environ 2 km (1 mi) à l'ouest de Donnelly.
À cette intersection, la route 49 bifurque vers le sud et passe par Guy et New Fish Creek avant d'atteindre Valleyview et de prendre fin à l'intersection avec la route 43.

## Intersections majeures
| Municipalité rurale / spécialisée                     | Ville        | km                                 | Destinations                                             | Notes                                                                                    |
| ----------------------------------------------------- | ------------ | ---------------------------------- | -------------------------------------------------------- | ---------------------------------------------------------------------------------------- |
| Comté de Saddle Hills                                 |              | 0,00                               | Route 49 ouest – Dawson Creek                            | Continue en Colombie-Britannique                                                         |
| Comté de Saddle Hills                                 | 13,20        | AB-719 nord – Bonanza              | Terminus sud de l'AB-719                                 |                                                                                          |
| Comté de Saddle Hills                                 | 52,40        | AB-725 nord – Blueberry Mountain   | Terminus sud de l'AB-725                                 |                                                                                          |
| Limite Comté de Saddle Hills–M.D. Spirit River No 133 |              | 68,60                              | AB-727 nord                                              | Terminus sud de l'AB-727                                                                 |
| M.D. Spirit River No 133                              | Spirit River | 78,20                              | AB-731 sud                                               | Terminus nord de l'AB-731                                                                |
| M.D. Spirit River No 133                              | Rycroft      | 88,40                              | AB-2 – Grande Prairie, Fairview, Rivière-la-Paix         |                                                                                          |
| Comté de Birch Hills                                  | Wanham       | 108,70                             | AB-733 sud – Bezanson                                    | Terminus nord de l'AB-733                                                                |
| Comté de Birch Hills                                  |              | 140,70                             | AB-739 nord – Eaglesham                                  | Terminus sud de l'AB-739                                                                 |
| Comté de Birch Hills                                  | 153,60       | AB-740 nord – Tangent              | Terminus sud de l'AB-740                                 |                                                                                          |
| Limite Comté de Birch Hills–M.D. Smoky River No 130   | Watino       | 157,10                             | Traverse la rivière Smoky                                | Traverse la rivière Smoky                                                                |
| M.D. Smoky River No 130                               |              | 176,50                             | AB-744 – Girouxville                                     |                                                                                          |
| M.D. Smoky River No 130                               | Donnelly     | 189,40                             | AB-2 – Rivière-la-Paix, McLennan, High Prairie, Edmonton | Changement directionnel; AB-49 est devient l'AB-49 sud et AB-49 nord devient AB-49 ouest |
| M.D. Smoky River No 130                               |              | 202,40                             | AB-679 est – Kathleen                                    | Terminus ouest de l'AB-679                                                               |
| M.D. Smoky River No 130                               | 218,50       | AB-2A est – High Prairie, Edmonton | Terminus ouest de l'AB-2A                                |                                                                                          |
| M.D. Smoky River No 130                               | 220,30       | Traverse la rivière Little Smoky   | Traverse la rivière Little Smoky                         |                                                                                          |
| M.D. Smoky River No 130                               | 226,50       | AB-676 ouest                       | Terminus est de l'AB-676                                 |                                                                                          |
| M.D. Greenview No 16                                  |              | 262,70                             | AB-669 est – Sunset House                                | Terminus ouest de l'AB-669                                                               |
| M.D. Greenview No 16                                  | Valleyview   | 265,90                             | AB-43 – Whitecourt, Edmonton, Grande Prairie             |                                                                                          |
| - Transition de route                                 |              |                                    |                                                          |                                                                                          |